# Béla Tibor Jeszenszky
Béla Tibor Jeszenszky, ps. Flipper Öcsi (ur. 29 maja 1962 w Dunaújváros, zm. 25 listopada 2008 w Budapeszcie) – węgierski muzyk rockowy, wokalista.

## Życiorys
Jeszenszky urodził się w Dunaújváros, ale w wieku czterech lat przeprowadził się do Budapesztu. W dzieciństwie nauczył się grać na perkusji i wiolonczeli, śpiewał także pod kierunkiem Olgi Sík i László Domahidyego.
W 1982 roku dołączył do zespołu Hungária, gdzie zastąpił w charakterze wokalisty Róberta Szikorę. Po rozpadzie Hungárii w 1983 roku został współzałożycielem grupy Dolly Roll. Cztery lata później wraz z Gáborem Kisszabó z Első Emelet założył zespół Step. Step rozpadł się w 1990 roku, a Jeszenszky rozpoczął karierę solową. W 2001 roku, po kilkuletniej przerwie, wydał swój trzeci solowy album. W międzyczasie walczył jednak z alkoholizmem. Udało mu się pokonać nałóg, ale organizm nie zdołał się zregenerować. Zmarł w 2008 roku.

## Dyskografia

### Solo
- Homokot szór a szemembe (1991)
- Más leszek én (1992)
- Tedd a szívedre a kezed (2001)

### Hungária
- Aréna (1982)
- Finálé? (1983)

### Dolly Roll
- Vakáció-ó-ó (1983)
- Eldoradoll (1984)
- Happy cocktail (1985)
- Oh-la-la (1986)

### Step
- Támadás (1987)
- Igen (1988)
- Ciao (1989)